# Dog Park
Pour plus de détails, voir Fiche technique et Distribution.
Dog Park est un film américano-canadien réalisé par Bruce McCulloch, sorti en 1998.

## Fiche technique
- Titre original et français : Dog Park
- Réalisation et scénario : Bruce McCulloch
- Photographie : David A. Makin
- Montage : Norman Buckley et Christopher Cooper
- Musique : Craig Northey et Christophe Beck
- Production : Susan Cavan
- Pays d'origine : États-Unis et Canada
- Format : Couleurs - 1,85:1 - Mono
- Genre : Comédie romantique
- Durée : 91 minutes
- Date de sortie : 1998

## Distribution
- Janeane Garofalo : Jeri
- Natasha Henstridge : Lorna
- Bruce McCulloch : Jeff
- Mark McKinney : le psychologue canin
- Kathleen Robertson : Cheryl
- Harland Williams : Callum
- Luke Wilson : Andy
- Kristin Lehman : Keiran
- Amie Carey : Rachel
- Gordon Currie : Trevor
- Peter MacNeill : le voisin
- Jerry Schaefer : le norme
- Zachary Bennett : Dougie
- Ron James : le propriétaire de chien mâle #1
- Albert Schultz : le propriétaire de chien mâle #2
- Terri Hawkes : l'annonceur
- Michael Bean : le pilote